# Alphonse Laurencic
Alphonse Laurencic (2 juillet 1902 à Enghien-les-Bains, France – 9 juillet 1939 au Camp de la Bota, Barcelone) est un peintre et un architecte français. Il est connu pour avoir conçu des cellules de prison destinées à torturer les partisans  nationalistes espagnols capturés durant la guerre d'Espagne.

## Biographie
Alphonse Laurencic est né en France, fils d'immigrants slovènes de l'Empire austro-hongrois. Laurencic soutient les forces républicaines combattant l'armée nationaliste de Francisco Franco en Espagne. En 1938, il aide à construire des cellules de prison destinées à torturer les partisans nationalistes, ressemblant à des versions 3D de peintures de Salvador Dalí et de Vassily Kandinsky.
Selon l'historien de l'art espagnol José Milicua, qui a étudié les documents du procès de Laurencic tenu par un tribunal militaire nationaliste en 1939, il a déclaré que ces cellules, construites  à Barcelone, comportaient des lits inclinés à un angle de 20 degrés, sur lesquels il était presque impossible de dormir. Elles avaient également des briques de forme irrégulière sur le sol empêchant les prisonniers de marcher. Les murs des cellules de 2 m sur 1 m étaient couverts de motifs surréalistes conçus pour rendre les prisonniers anxieux et confus, et des effets de lumière étaient utilisés pour rendre ces œuvres encore plus étourdissantes. Certaines avaient un siège en pierre conçu pour faire glisser instantanément son occupant au sol, tandis que d'autres cellules étaient badigeonnées de goudron, devenant étouffantes en été. Laurencic a expliqué que les cellules avaient été construites après qu'il a pris connaissance de rapports sur des structures similaires ailleurs en Espagne,.
Alphonse Laurencic a été condamné à mort et exécuté au matin du 9 juillet 1939.